# Tommy Frederiksen
Tommy Frederiksen (født 18. juli 1952) er en dansk skuespiller.
Frederiksen er ikke skuespilleruddannet, men har medvirket i flere danske tv-serier og film. Han er mest kendt i rollen som rockerlederen Brian i Erik Ballings film Midt om natten. Frederiksen har desuden haft roller i en række teaterforestillinger fra 1977-87 på Det Kongelige Teater, Det Danske Teater og på teatre i Aarhus og Aalborg.

## Filmografi

### Spillefilm
- Midt om natten (1984)
- Skat - det er din tur (1997)

### Tv-serier
- Landsbyen (1993)
- Bryggeren (1996)